# 成人向け漫画
成人向け漫画（せいじんむけまんが）は、成人（日本では18歳以上）を対象にした漫画型のポルノである。18歳未満の青少年への販売については、出版社・販売店により自主規制が行われている。なお、成人漫画・成年漫画・アダルト漫画・18禁漫画・エロ漫画などとも呼ばれる（「漫画」は「マンガ」と表記される場合もある）。また「漫画」のかわりに「コミック」とも呼ばれる（例：「アダルトコミック」など）。

## 概要
成人向け漫画の内容は、ほとんどが異性（または同性）とのセックスを描いたもので占められている。男性向けの作品でレーティングを付与した作品は成人向け漫画とされるが、女性向けの作品の場合はレディースコミックとも呼ばれる。単発読切の作品が基本で、連載作品は少ない。単行本化する際には表題作以外も収録した短編集の様なものになることが多く、連載作品が別々の本に収録される形になることも多い。テーマやストーリーに繋がりがある作品が一定量に達したり作家に人気が出ると、作品をまとめ直したものが再刊行されることもある。
一般的に「成人向け」として発表される著作物の場合、映画・オリジナルビデオやテレビゲームでは性描写と残虐描写それぞれがレーティングの対象となるが、漫画の場合は残虐な描写のある作品（著名な作品を例に挙げるならば『ベルセルク』・『北斗の拳』・『バガボンド』・『ゴルゴ13』等）及びギャンブルに関する描写のある作品（著名な作品を例に挙げるならば『賭博黙示録カイジ』・『LIAR GAME』・『嘘喰い』・『賭ケグルイ』等）に関しては、出版業界では基本的に規制を行っていない。但し、自治体によって有害図書指定される場合がある。
具体的なセックス描写や性的なオーガズムを描きつつも性器を見せない（具体的に性器を描かない）ことで18禁指定とならない一般（非18禁）作品もあり、週刊漫画雑誌古参の週刊漫画TIMES（芳文社）・ビッグコミック（小学館）・漫画アクション（双葉社）・モーニング（講談社）など30歳代以上を読者層とする壮年向け青年漫画雑誌で発表されるほか（「島耕作」シリーズなど）、『ふたりエッチ』の「ヤングアニマル（白泉社）」・『おくさまは女子高生』の「ヤングジャンプ（集英社）」、「ヤングコミック」「ヤングキング」（少年画報社）など男子高校生を読者層に含むヤング青年漫画雑誌では掲載作品の多くに性描写が存在する。
なお、2000年代以降「ヤングチャンピオンRED」（秋田書店）など非18禁ではあるが大半に性描写が含まれる漫画雑誌が刊行されるようになり、「成人向け指定はされていないが一般向けとも言い難い」という観点から、書店の判断で「ソフトエッチコミック」などと称して区別される場合がある。
18禁指定漫画の刊行は三和出版・茜新社・ワニマガジン・フランス書院などこのジャンルにほぼ特化した零細の出版社と、辰巳出版・竹書房などの中堅出版社によるものが大半である。講談社や集英社など出版大手は版元で18禁指定とする漫画作品は扱っていない（『電影少女』など流通後に自治体により有害図書指定された事例は存在する）。
漫画やゲームなど二次元作品では何らかの形で性的描写を描いたものが多いため、非18禁漫画と18禁漫画の差は具体的男女性器描写の有無または修正の程度で判断されている。性交描写及び性器描写が見当たらないにもかかわらずゾーニングマークを付ける「グレーゾーン」作品も存在する。なお、性行為や性器の描写ではなく、性器を除いた裸体の描写であればお色気漫画やサービスカットとして、通常の少年漫画および少女漫画にも数多く存在する。
また、成人向け漫画の世界で自分の世界を築き上げる漫画家も多く、もちろん、エロでなければ描けない世界というものもある。またエロが必須とされることを除けば、それ以外の表現はむしろ一般の商業誌より制約の少ないジャンルであり、その自由度の高さから作家独自の嗜好によって特異ともいえる表現が追求され、結果として漫画の多様性をもたらした側面も大きい。また、自由度の高さから「鬼畜系」に代表される過激な作風を持つ漫画家の作品発表の舞台となっており、現実ではありえないような表現(ふたなり、時間停止など)がされる場合も多い。
コミックマーケット準備会2代目代表の米澤嘉博は急逝直前まで『戦後エロマンガ史』を『アックス』誌に7年に渡り連載していた。この連載は完結直前に米澤の急逝で絶筆未完状態となっていったが、2010年に東京都青少年の健全な育成に関する条例が改正されたのを受けて、青林工藝舎より320頁の書籍にまとめられ緊急出版された。本書は「漫画の多様性を最底辺で支えながら文化として無視され続けてきた“エロマンガ”の通史をまとめた初の書籍」と紹介されており、戦後のカストリ雑誌から貸本、官能劇画誌、有害コミック騒動、ロリコンマンガ、レディースコミックを経て、90年代の美少女コミックに至るまでの半世紀に及ぶ「エロマンガ」の集大成となっている。また、図版も2,500点以上使用しており、資料的価値が高い。

## 出版・流通業界の自主規制

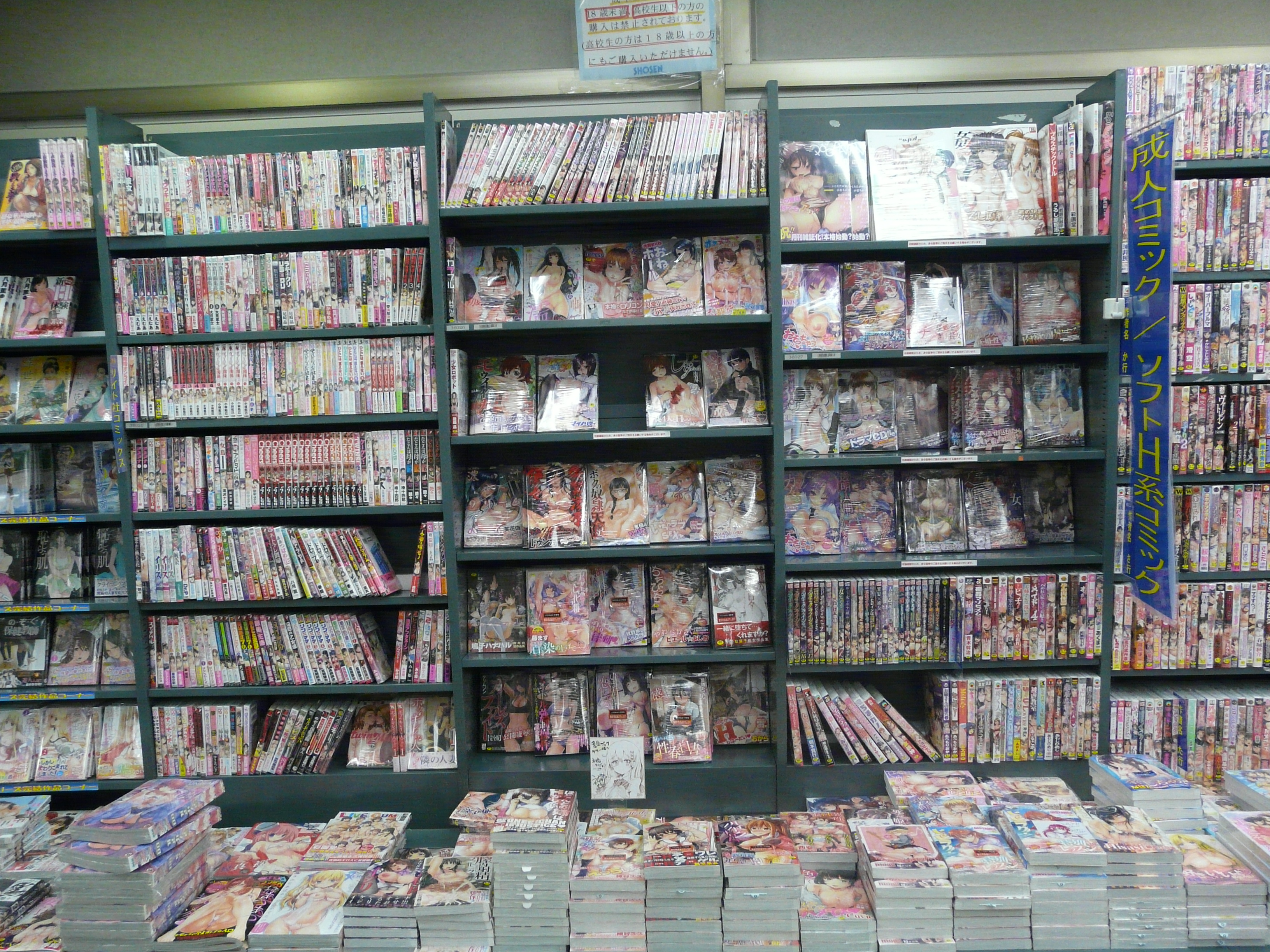
書店で販売の成人向け漫画。

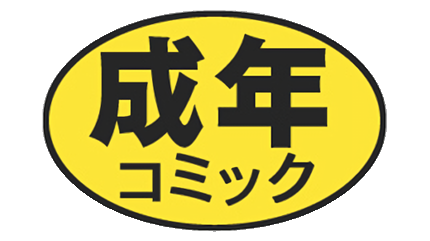
成年マークの例。

出版社の自主規制により、成人向けとして販売する書籍には以下に示されるマーク（以下ゾーニングマーク）が付けられる。これらはもっぱら男性向漫画に貼付される場合が多い。
- 楕円形で黄色地に黒文字、もしくは黒地に黄色文字で「成年コミック」の表示。主に単行本で用いられる。
- 黄色地長方形に黒文字で「成年向け雑誌」の表示。主に漫画雑誌で用いられる。
- 赤地の正方形もしくは円に白色の「18」を書きその上を黒字の「×'」、または道路標識の「車両通行止め」を模した白地に四角や円の赤枠の黒文字で「18」の表示（下段に「未満」の文字が入る場合もある）。成人向け漫画では少なく、主にゲーム雑誌やグラビア写真集などで用いられる。

ゾーニングマーク付き雑誌は、書籍販売店および漫画雑誌専門店での販売が主流となっている。他方、コンビニエンスストア販売規制に合わせて性器描写等の修正を強めた雑誌（『コンビニ誌』）もかつて存在していたが、2019年8月末をもってコンビニでの成人向け雑誌の販売は原則終了した。
販売店側の自主規制としては、販売箇所の分別、販売箇所の販売物の明示、袋がけなど、立読み防止対策および18歳未満の青少年への販売禁止の徹底などが行われている。なお、一部都道府県ではゾーニングマーク付き書籍について区分陳列等の努力義務が条例でも定められている。また成人向け漫画の販売箇所を分別している書店においては、非18禁指定・18禁指定の単行本とも混在して成人向け漫画コーナーに置いている書店（K-BOOKSなど）もあれば、ゾーニングマーク付きの18禁漫画の単行本のみを成人向けフロアに配置し、非18禁指定の単行本は一般向けフロアに配置して取り扱っている書店（コミックとらのあななど）もある。

## 法的規制
ゾーニングマークによる自主規制とは別に、法的規制としては青少年保護育成条例による有害図書指定と、刑法175条によるわいせつ物頒布罪の規制がある。

### 有害図書指定制度による規制
有害図書指定制度は、青少年の健全な育成を目的として、性や暴力に関して露骨な描写を含んだ書籍等を「有害図書」（東京都の場合は「8条指定図書」）に指定することで青少年への販売を禁止するものである。有害図書の個別指定は、青少年保護育成条例にもとづいて都道府県などの自治体がゾーニングマークの付いていない書籍を対象に行う。有害図書に指定された書籍は、18歳未満の者への販売が禁止され、区分陳列等が法的に義務付けられる。
特に東京都の青少年健全育成条例は、東京に出版業者が集中していることもあって、地方自治体の条例でありながらも絶大な影響力を持ち、出版倫理協議会が定めた自主規制により実質的に全国的な販売規制の基準となっている。具体的には、同一タイトルの雑誌（増刊含む）が東京都によって連続3回、または年間通算5回指定された場合、「雑誌を自主廃刊する」か「一般書店での販売を止め、直販もしくは成人向け雑誌専門店での販売に特化する」といった出版倫理協議会による申し合わせがある。
また、Amazon.co.jpにおいては、東京都によって8条指定された書籍の取り扱いを規約で禁止しており、該当する書籍はAmazonのサイトから削除される。なお、8条指定自体は販売を全面的に禁じるものではなく、18歳未満の青少年への販売を規制するものに過ぎないため、Amazon以外の通販サイトでは成人向け商品として販売が継続されている場合が多い。指定された書籍のタイトルなどは東京都のウェブサイト上の8条指定図書類一覧で確認できる。

### わいせつ物頒布罪による規制
わいせつ物頒布罪（刑法175条）は、判例上では性的秩序・性道徳の維持を目的として、わいせつな文書・図画等の頒布を禁止するものである（最高裁判所大法廷判決昭和32年3月13日刑集11巻3号997頁〈チャタレー事件〉）。ゾーニングマークを付けて成人向けに販売されている漫画においても性器描写に修正がかけられているのは、わいせつ物頒布罪を受けての出版社の自主規制である。
判例によると、「わいせつ」の基準は「その時代の健全な社会通念に照らして、徒らに性欲を興奮又は刺激せしめ、かつ、普通人の正常な性的羞恥心を害し、善良な性的道義観念に反するもの」とされている（最高裁第二小法廷判決昭和55年11月28日刑集34巻6号433頁〈四畳半襖の下張事件〉）。このように曖昧な基準であるために、過去には18禁漫画（書籍）の発行元が、業界で標準的な局部修正を施していたにもかかわらず、わいせつ物頒布容疑で逮捕される事件（松文館裁判等）が発生している。この事件は、さらなる出版物規制に繋がりかねず、業界全体に与える影響は多大であるということで話題となった。
また、逮捕までに至らなくても、官公庁から作家個人に警告をする例もある。摘発の基準は上述のとおり時代によって変わりうるものであるため、過去に発売された漫画が性器描写の修正を薄めて再版されたり、逆に規制が強化されたりする場合がある。この刑法175条については、現状にそぐわない不合理な規制であるから廃止すべきといった批判もあり、参議院議員の山田太郎が刑法175条の見直しを提唱している。

## 歴史
1960年代までは、成人向けの雑誌は、読み物や体験手記と言った文章が中心で、それらの雑誌の合間に漫画が入る場合、古典的な漫画の絵で描かれた艶笑譚である。

### 男性向け成人漫画

#### 1970年代から1980年代

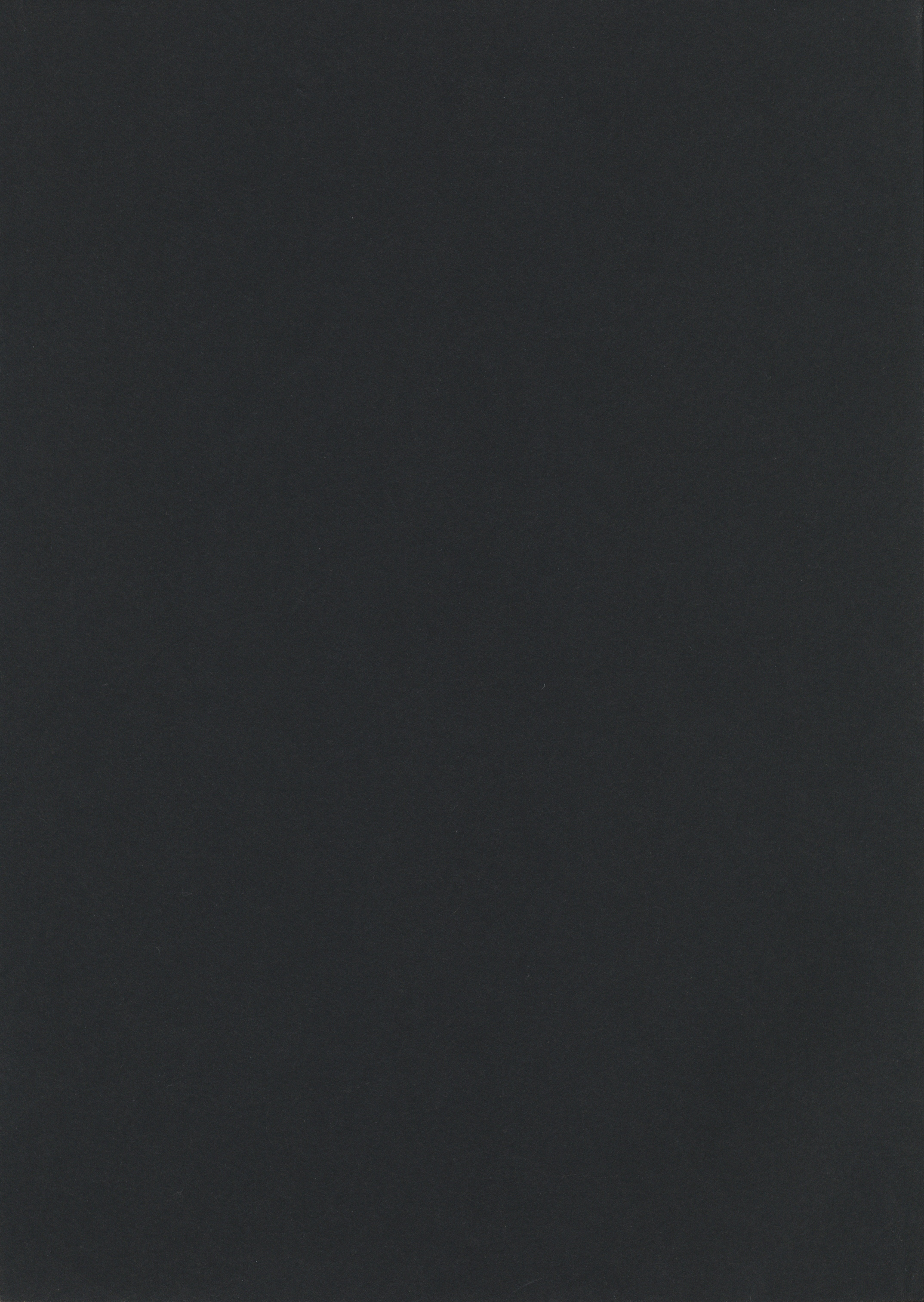
「謎の黒本」と呼ばれた日本初の男性向けエロ同人誌『シベール』

劇画調のような成人向け漫画、つまり「エロ劇画」あるいは「官能劇画」は、1970年代に出現した。
劇画調の成人向けの劇画雑誌は三流劇画雑誌と呼ばれ、多くは劇画調のポルノ的な漫画が描かれた。1973年には日本初の官能劇画誌『エロトピア』が創刊された。
当初は文章中心の成人向け雑誌に発表され、すぐに専門の雑誌を生むに至る。その後、三大エロ劇画誌『漫画大快楽』『劇画アリス』『漫画エロジェニカ』が続々と創刊される。これらの雑誌は比較的表現の自由度が高く、当時の漫画界にニューウェーブを引き起こした。エロ劇画の代表的な作品に『女犯坊』がある。
1980年代まではエロ系の漫画雑誌はこの類だけであった。現在は劇画調が薄まり、アニメ絵への接近が感じられる絵柄が増えている。このようなスタイルは1980年に吾妻ひでおが自販機本『少女アリス』（アリス出版）で連載した「純文学シリーズ」が元祖である。また吾妻はアシスタントの沖由佳雄や蛭児神建らと日本初のロリコン漫画同人誌『シベール』を同時期に自費出版しており、商業誌・同人誌ともにこの分野の開拓者である。
久保書店・あまとりあ社から、世界初の現在のようなスタイルの成人向け漫画誌『レモンピープル』（1982年（昭和57年）2月号創刊）が創刊される。また、1982年（昭和57年）、成人向け劇画雑誌として発行されていたセルフ出版（後の白夜書房）の『漫画ブリッコ』が、1983年（昭和58年）5月号より誌面を全面リニューアルして、『レモンピープル』の後を追うことになる。これらはロリコン漫画、及び二大ロリコン漫画誌と呼ばれ、ロリコンブームに乗ってその範囲を広げた。
その後、アニメ調の絵柄を使用した類似の雑誌が大量に発行され、劇画調の成人向け漫画が衰退していく形（ただし、なくなってはおらず、一部雑誌にいまだに残っている）で、現在に至っている。
ロリコン漫画とそれ以前の成人向け劇画では、当初は新しい表現としてはっきりとした絵柄の違いがあったが、その境界は次第に埋まりつつある。これは成人向け劇画からもアニメのような絵柄への歩み寄りがあったこと、雑誌の数が増えて作風の幅が広がったことなどが原因として挙げられる。

#### 1990年代
アニメ絵のロリコン漫画の普及と成人向け劇画のロリコン漫画への歩み寄りから、純粋な成人向け劇画の成人向け漫画市場における割合は壊滅したとまではいえないものの、非常に小さくなったというのは事実である。
ロリコン漫画の方は市場拡大による顧客層の多様化により、美少女描写を主体とした純粋なロリコン漫画とは別に、大人の女性や人妻・熟女といったキャラクターによる性描写が主体の漫画も出現しており、これらの漫画がロリコン漫画と呼ばれることはほとんどない（これらの漫画の中には、アニメ絵と劇画調の絵柄が融合しているものも見られ、成人向け劇画のロリコン漫画への歩み寄りの一つともいえる）。純粋にロリコン漫画と呼ばれるものは、アニメ絵の成人向け漫画の中の一ジャンルを指すものとなっている。これはかつて「ロリコン漫画」という一つのジャンルに分類されたアニメ絵の成人向け漫画が主流化し、ジャンルが多様化したことにより、起こった現象であるといえる。
「ソフトエッチコミック」では少女キャラクターを主体としたロリコン漫画は自主規制で控えられる傾向にある。そのため、大人の女性や人妻・熟女といったキャラクターによる性描写が主体のジャンルの漫画に偏りやすい傾向にある。

#### 2000年代
2000年代以降は女装（男の娘）やトランスセクシャルなどゲイとは作風が異なる同性愛をテーマにした男性向けの18禁漫画も登場している。これらのジャンルの成人向け漫画は、普通の成人向け漫画の延長線的色合いの強い作品も多く、また性描写も激しいため、いわゆる女性向けのボーイズラブとは区別されて扱われる。
また、陸乃家鴨『少年少女はXXする』（comicキャンドール）や金平守人『漫犬〜エロ漫の星〜』（ヤングキングアワーズGH）など、18禁漫画家の執筆活動をテーマとした一般作も出現している。

#### 2020年代
2019年には「東京オリンピックに向けての浄化作戦」とも呼ばれたコンビニからの成年向け雑誌の締め出しもあり、以降は雑誌、単行本ともに電子書籍市場に乗り出し、全体としては収益を上昇させ、立て直すことに成功した。電子でも雑誌という形式を維持するのは、ひとつは締め切りを作ることだとエロ漫画研究家の稀見理都は記述している。一方でアダルトゆえにスマホアプリなどとは相性が悪く、おっぱいポロリ、パンチラなども規制対象となり、グローバル化による新たな規制基準が迫っているという。
また、そういった規制やグレーゾーンだったコンビニエロ漫画誌の消滅により、全年齢コミックに『あせとせっけん』（山田金鉄、講談社）『香原さんのふぇちのーと』（鬼無サケル、竹書房）に代表されるフェチジャンル作品が台頭した。直接的表現がないことをむしろ武器に変える作品群の躍進を前述の稀見は「実に日本らしい」と論じた。

### 女性向け成人漫画
1980年代後半からのレディースコミックの台頭で、劇画誌の作家が流入し、新たな成人向け漫画の舞台となった。これにやや遅れて、少女向きの雑誌から少女漫画的絵柄で性体験をより色濃く描く漫画が出現し、それらはティーンズラブと呼ばれるようになった。
これらのレディースコミックとは別に、男性同士の同性愛を描いたボーイズラブと呼ばれるジャンルの漫画も出現している。これらのコミックの中には、強弱あれ性描写を扱っている漫画もある。

### ゲイ向け成人漫画
1971年に創刊された『薔薇族』など、ゲイ雑誌に多くは掲載されてきた。『スーパーモンキー』（アダムズ出版）や『バラコミ』、『ピーナッツ』などのゲイ向けの漫画専門誌が刊行されたこともある。またゲイの中にはボーイズラブ漫画を読む人もいる。

## メディアミックス

### アダルトゲームとの関連
成人向け漫画は、アダルトゲームと連携して発展してきた。光栄マイコンシステム（現・コーエー）の「ナイトライフ」が日本最初のアダルトゲームとされているが、ゲーム性はなく、実用ソフトとも言えるものであった。その後、1982年（昭和57年）、九十九電機が野球拳ゲームを、またパソコンショップ高知 (PSK) が「ロリータ野球拳」を発売するが、前者は漫画家の槙村ただしが作成したソフトで、後者はタッチが吾妻ひでお風であった。このように、アダルトゲームは草創期からアニメ調の絵柄が受け入れられてきた。これは、成人向け漫画の購買層と重なる。極初期には、劇画調のアダルトゲームもあったが、現在はほとんどすべてがアニメ調のゲームである。
その後、多数のアダルトゲームが発売されるが、成人向け漫画の作家と、ゲームの原画家や彩色家、シナリオ作家などと多くの人材の交流が行われている。また、ヒットしたアダルトゲームの漫画化なども行われている。ただし、成人向け漫画は、毎回性的描写を入れつつ、雑誌に一話ずつ掲載するのが主な発表形式であり、アダルトゲームを漫画化した場合は性的描写不足になりがちなため、性的描写を無くして一般向け漫画にする場合の方が主流である。また、アダルトゲームの漫画作品化については、大半が何らかの別のメディアミックス企画やその構想に関連し、アニメ化など関連作品の展開を見据えた動向調査などの役割も持っている事が多く、この様な性格を持つ作品の大半では、性的要素が排除される。ただし、作画担当者には成人向け漫画を専門にしていた漫画家や同人作家が起用されることが幅広く行われており、その様な者にとっては一般向け漫画に進出する重要なステップの1つとして機能している。

### アダルトアニメとの関連
アダルトアニメとの連携も大きい。アダルトアニメの原作として、成人向け漫画が選択されることもある。